# Cantón de Catus
El cantón de Catus era una división administrativa francesa, que estaba situada en el departamento de Lot y la región de Mediodía-Pirineos.

## Composición
El cantón estaba formado por diecisiete comunas:
- Boissières
- Calamane
- Catus
- Crayssac
- Francoulès
- Gigouzac
- Les Junies
- Labastide-du-Vert
- Lherm
- Maxou
- Mechmont
- Montgesty
- Nuzéjouls
- Pontcirq
- Saint-Denis-Catus
- Saint-Médard
- Saint-Pierre-Lafeuille

## Supresión del cantón de Catus
En aplicación del Decreto n.º 2014-154 de 13 de febrero de 2014, el cantón de Catus fue suprimido el 22 de marzo de 2015 y sus 17 comunas pasaron a formar parte; quince del nuevo cantón de Meseta y Bouraine y dos del nuevo cantón de Puy-l'Évêque.